# 巴什馬科沃區

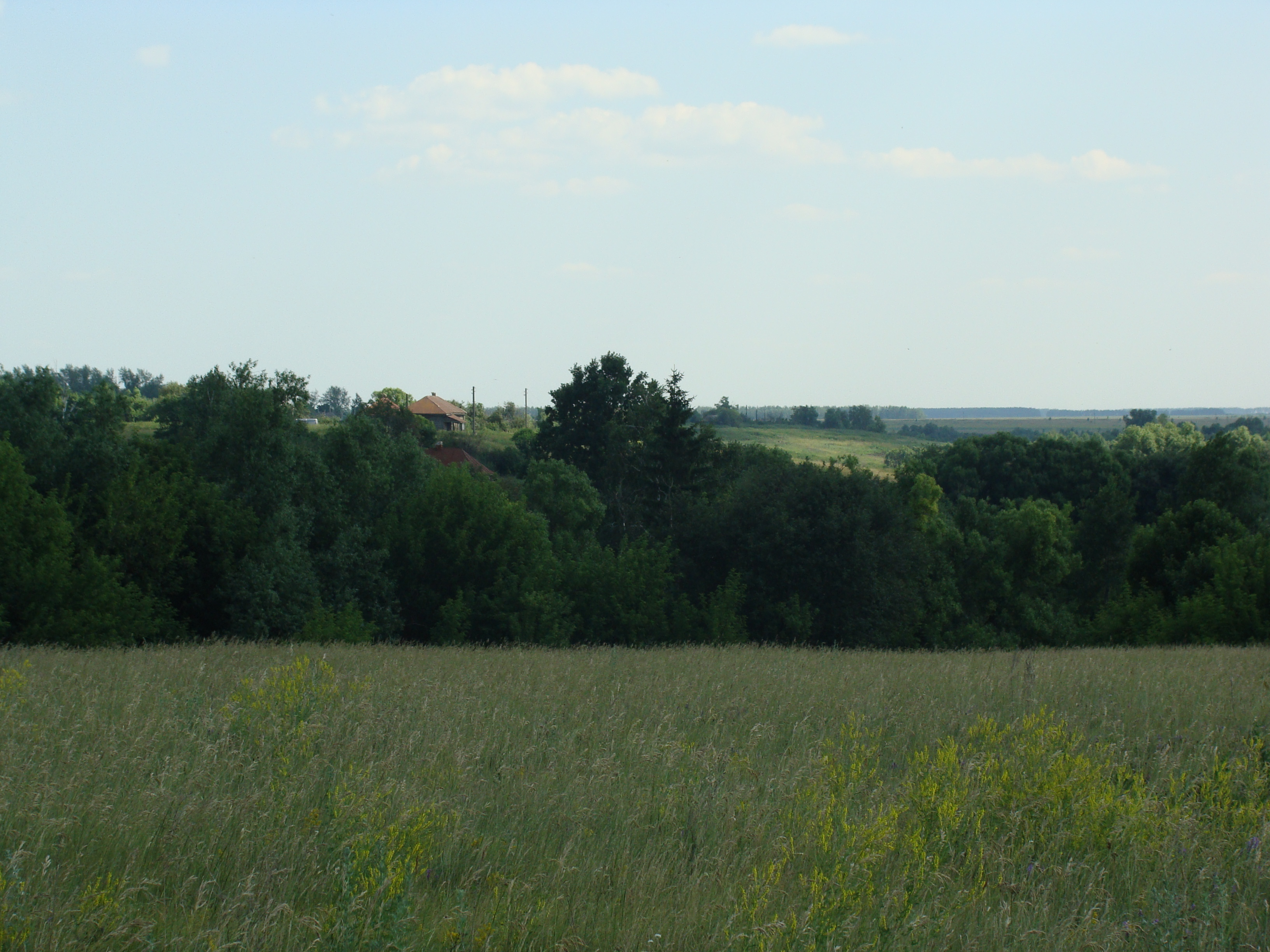

53°12′47″N 43°02′11″E / 53.21306°N 43.03639°E
巴什馬科沃區（俄语：Башмаковский район），是俄羅斯的一個區，位於該國西南部，由奔薩州負責管轄，面積1,618平方公里，2010年人口23,304，人口密度每平方公里14.4人。